# Breitensportwettbewerb (Tanzen)
Der Breitensportwettbewerb (BSW) ist ein in der Regel von Tanzsportvereinen ausgerichtetes Turnier. Es ist ein Mannschafts- oder seltener auch Einzelwettbewerb, in dem Tänzer antreten, die sich auf Turniere gemäß der Tanzsportordnung des Deutschen Tanzsportverbandes (TSO des DTV) vorbereiten möchten oder an diesen nicht teilnehmen möchten. Das Mannschaftserlebnis und die Freude an musikalischer Bewegung sind die Hauptmotive der Teilnahme. Die Kleidung muss im Handel erhältlich sein, d. h. speziell geschneiderte Kleidung ist (mit wenigen Ausnahmen) verboten und führt zu einer Disqualifikation.

## Rahmenbedingungen
Der Veranstalter eines BSW-Turniers hat die Möglichkeit, viele der Rahmenbedingungen festzulegen. Meist sind dies Altersbeschränkungen, der Ausschluss von „richtigen“ Turnierpaaren ab bestimmter bzw. aller Klassen sowie die Auswahl der Tänze und Mannschaftstärken. Je nach Bundesland (Landesverband des DTV) haben sich verschiedene Standards etabliert.
Eine Mannschaft besteht aus mindestens drei, seltener zwei Paaren. Die Obergrenze liegt meist bei fünf Tanzpaaren. Das Turnierergebnis ist eine Platzierung der Mannschaften. Die Einzelbewertung der Paare wird nicht veröffentlicht, jedoch meist den betreffenden Mannschaften ausgeteilt.
Getanzt werden Pflicht-, Wahl-, selten auch ein Gruppentanz. Pflichttänze sind diejenigen Tänze, von denen der Veranstalter bestimmt hat, dass diesen Tanz jedes Paar tanzen muss. Im Gegensatz dazu können die Tänzer je nach Vorgabe einen oder mehrere Wahltänze aus einem Pool vorgegebener Tänze aussuchen. Gruppentänze werden manchmal bei Kinder-BSW-Turnieren als Teil des Wettbewerbs aufgenommen. Hier zeigt dann jede Mannschaft einzeln eine vorher geübte Choreographie, deren Bewertung in das Turnierergebnis einfließt.
Meist besteht ein BSW-Turnier aus drei Pflicht- und zwei Wahltänzen aus dem Standard- oder Lateinbereich. Langsamer Walzer, Quickstep und Tango sowie Cha-Cha-Cha und Rumba sind beliebte Pflichttänze der Veranstalter, die Wahltänze umfassen häufig die anderen zehn Turniertänze aber auch Modetänze.

## Wertungssystem
Die Leistungen werden meist von drei Wertungsrichtern verschiedener Vereine bewertet, indem sie für jedes Paar in jedem Tanz eine Wertung abgeben. Die bestmögliche Wertung ist eine 1, es folgen 1½, 2,  2½ und 3. Dabei werden Technik, Musikalität und Paarharmonie bewertet, die Choreographie ist dagegen von geringer Bedeutung.
Die Umrechnung der Einzelbewertungen in das Mannschaftsergebnis folgt je nach Veranstaltervorgaben verschiedenen Modi. Meist wird das Mannschaftsergebnis mit der Wertung pro Tanz ermittelt. Dabei werden in jedem Pflichttanz die drei besten Paare jeder Mannschaft gewertet. Das gleiche Prinzip gilt bei den Wahltänzen, wobei hier ein Vergleich völlig verschiedener Tänze geschehen muss, da nicht jedes Paar die gleichen Wahltänze getanzt hat.
Eine andere Möglichkeit ist die Wertung der besten Paare über alle Tänze. Diese lehnt sich an die Bewertungen von Mannschaftsturnieren des Deutschen Turner-Bundes an. Hier erfolgt zunächst eine Summenbildung der Wertungen pro Paar. Die drei besten Paare jeder Mannschaft werden dann mit allen ihren Tänzen summiert.
In manchen Landesverbänden werden auch BSW-Turniere veranstaltet, bei denen nach einem Mannschaftsturnier mit den besten sechs Paaren des Turniers eine Endrunde mit offener Wertung analog den Turnieren gemäß der TSO des DTV getanzt wird.
Die Auswertung von Einzelturnieren ist wesentlich uneinheitlicher. Meist wird für jedes Paar die Summe der Wertungen ermittelt, womit eine Rangliste festgelegt werden kann. In einigen Verbänden wird diese Rangliste veröffentlicht, andere wiederum rechnen die Wertungssummen in Platzierungskategorien zwischen eins und vier um (z. B. im Nordrheinwestfälischen Tanzsportverband), um dem Breitensportgedanken gerechter zu werden. In wieder anderen Verbänden (z. B. in Hamburg) werden Turniere analog zur TSO des DTV mit verdeckter Kreuzchen-Wertung, Ausscheidungsrunden und offener Endrunden-Wertung durchgeführt.